# Marco Groppo
Marco Groppo (Gorla Minore, 4 settembre 1960) è un ex ciclista su strada italiano.
Professionista dal 1981 al 1989, vinse la classifica giovani al Giro d'Italia 1982.

## Carriera
Passato professionista nel 1981, il suo unico momento di gloria fu al Giro d'Italia 1982, in cui fu spesso protagonista e che chiuse al nono posto finale, vincendo anche la classifica giovani davanti a Laurent Fignon. Da allora non ottenne più risultati di rilievo. Rimasto inattivo dal 1985 al 1988, ritornò per un ultimo anno in attività nel 1989.

## Palmarès

### Altri successi
- 1982

Classifica giovani Giro d'Italia

## Piazzamenti

### Grandi giri
- Giro d'Italia

1982: 9º
1983: ritirato (15ª tappa)
1984: ritirato (8ª tappa)
- Tour de France

1983: ritirato (12ª tappa)